# Гнездиловское сельское поселение
Гнездиловское сельское поселение — муниципальное образование в Болховском районе Орловской области России.
Создано в 2004 году в границах одноимённого сельсовета.
Административный центр — село Гнездилово.

## География
Расположено в северной части района.

## Население
| 2010 | 2012 | 2013 | 2014 | 2015 | 2016 | 2017 |
| ---- | ---- | ---- | ---- | ---- | ---- | ---- |
| 321  | ↘306 | ↗308 | ↘296 | ↘284 | ↗292 | ↗299 |
| 2018 | 2019 | 2020 | 2021 | 2023 |      |      |
| ↘295 | ↘293 | ↘277 | ↗295 | ↘288 |      |      |

## Населённые пункты
В сельское поселение входят 15 населённых пунктов:
| №  | Населённый пункт | Тип     | Население (чел.) |
| -- | ---------------- | ------- | ---------------- |
| 1  | Алексеевский     | посёлок |                  |
| 2  | Алешня           | село    | ↘4               |
| 3  | Бабенка          | деревня | 10               |
| 4  | Буденный         | посёлок | 0                |
| 5  | Гнездилово       | село    | →291             |
| 6  | Житные Дворы     | посёлок | 0                |
| 7  | Конское          | деревня | 0                |
| 8  | Можок            | посёлок | 4                |
| 9  | Павлова          | деревня | 1                |
| 10 | Скупшинина       | деревня | 1                |
| 11 | Хожайнова        | деревня | 1                |
| 12 | Хохолева         | деревня | 1                |
| 13 | Цветочная Балка  | посёлок | 0                |
| 14 | Чертовая         | деревня | 0                |
| 15 | Шумово           | село    | 1                |